# Mirella Bandini
Mirella Bandini (Torino, 20 agosto 1928 – Torino, 2 giugno 2009) è stata una storica e critica d'arte italiana, docente presso l'Accademia Albertina di Torino.

## Biografia

### Formazione
Nipote del pedagogista torinese Giuseppe Allievo, frequenta il liceo classico Massimo D’Azeglio di Torino e nel 1947 si iscrive alla Facoltà di Lettere moderne dove matura l’interesse per la storia dell’arte, laureandosi nel 1953 con una tesi su L’opera genovese di Pietro Bonaccorsi detto Perino del Vaga, sotto la supervisione della professoressa Anna Maria Brizio. Dopo il conseguimento del titolo, rivolge inizialmente la sua attenzione all’arte moderna, redigendo le trentadue voci relative al Rinascimento del Grande Dizionario Enciclopedico U.T.E.T. (1955-57), ma orientando presto i suoi interessi verso l’arte contemporanea, soprattutto di ambito torinese, e verso le avanguardie storiche europee, con un’attenzione particolare per quelle di area francese.

### L'insegnamento
Conseguita l’abilitazione nel 1955, a partire dal 1966 inizia l’attività di insegnamento della disciplina Storia dell’arte presso numerosi licei di Torino, tra cui l’Istituto Margara dal 1966 al 1968, il Liceo Artistico dell’Accademia Albertina di Torino dal 1967 al 1971 circa e il Secondo Liceo Artistico tra il 1966 e il 1976, ottenendo a partire dal 1974 l'immissione in ruolo; suoi colleghi di questi anni sono Antonio Carena, Marco Gastini, Luigi Mainolfi, Giuseppe Penone, Giorgio Ramella e Gilberto Zorio. Parallelamente, dal 1970 al 1979, insegna presso il Liceo Artistico Statale Renato Cottini e dal 1978 al 1992 è titolare della cattedra di Storia dell’Arte presso l’Accademia Albertina di Torino, dove tiene corsi di Storia della critica d’arte contemporanea e Correnti artistiche contemporanee (a.a. 1976). 

### L'attività di critica d'arte
Nel 1967 inizia la sua attività di critico d’arte militante divenendo membro dell’Associazione Internazionale Critici d’Arte (A.I.C.A.) e collaborando, a partire dal 1968, alla rivista «NAC - Notiziario Arte Contemporanea», fondata e diretta da Francesco Vincitorio, per la quale in qualità di corrispondente da Torino redige articoli e recensioni di tutti i principali fatti artistici che si susseguono nella città piemontese; nel 1973 cura, ad esempio, l’importante inserto “Torino 1960-1973”, raccolta delle testimonianze di alcune delle personalità più in auge dell’epoca, come Giovanni Anselmo, Alighiero Boetti, Piero Gilardi, Mario Merz, Giulio Paolini, Michelangelo Pistoletto. Dal 1968 collabora altresì con le riviste «Flash Art» e «Gala», per le quali scrive articoli di critica e firma numerose recensioni.
Nel 1972 pubblica Piero Rambaudi: divisione di una superficie: 1966-1968, presentato alla Galleria Martano di Torino, con la quale intrattiene in quegli anni una vivace collaborazione, occupandosi in particolar modo del lavoro dello stesso Rambaudi e di Piero Fogliati. Iscritta all'Ordine Nazionale Giornalisti dal 1973, collabora a partire dallo stesso anno alla rivista «Data» di Tommaso Trini, dove pubblica un importante articolo dedicato a Pinot Gallizio, a cui faranno seguito numerosi altri studi dedicati alla sua figura, come dimostrato dalla grande mostra Pinot Gallizio e il Laboratorio Sperimentale di Alba, curata nel 1974 con l’aiuto di Giorgio Gallizio e Luciano Pistoi e svoltasi presso la Galleria Civica d'Arte Moderna di Torino, che ha il merito di inaugurare una felice stagione di studio e di attenta ricostruzione dell’attività dell’artista albese. L’interesse dimostrato nei confronti di Gallizio rappresenta anche il principale motivo di avvicinamento alla vicenda dell’Internazionale Situazionista, prefigurando la stesura e quindi la pubblicazione del celebre L’estetico il politico - da Cobra all’Internazionale Situazionista 1948-1957 (Officina Edizioni, Roma, 1977), uno dei primi testi consacrati alla ricostruzione, dettagliatissima e ricca di riferimenti, delle origini e della storia del movimento situazionista, capitanato da Guy Debord; il volume verrà quindi riproposto in traduzione francese nel 1998 e in nuova versione italiana nel 1999 per Costa&Nolan. A questi primi anni risale anche l’interesse nei confronti del Lettrismo, al cui fondatore, il poeta rumeno Isidore Isou, è dedicato un importante saggio pubblicato su «Data» nel 1974.
Nel 1975 e quindi nel 1977 è corrispondente per l’Italia della IX e X Biennale des Jeunes Artistes di Parigi, presentando il lavoro di alcuni artisti torinesi tra cui Nicola De Maria; nello stesso 1977 cura la mostra Fotografia come analisi presso il Teatro Gobetti di Torino.
Dal 1978 collabora a «Tuttolibri» e a «La Stampa», recensendo mostre, libri e cataloghi; dal 1979 partecipa all’inserto Cultura: arte e architettura del quotidiano «Avanti!» e interviene, inoltre, sulle riviste «Segno», «Progettare InPiù», «Alfabeta» e «Domus».
Tra le sue pubblicazioni degli anni successivi si ricordano Forme dell’utopia (con altri autori, 1979) e l’introduzione e la traduzione al testo Il tempo degli equivoci  (1980) del sociologo e filosofo Henri Lefebvre. L’interesse per il Surrealismo, coltivato fin dagli studi sul Situazionismo risalenti ai primi anni Settanta, si concretizza quindi nel volume La vertigine del moderno - Percorsi surrealisti (1986).
Con gli ani Ottanta si inaugura una stagione di studio retrospettivo di alcuni fenomeni artistici di ambito torinese, come dimostra l’organizzazione nel 1983 della mostra Arte a Torino 1946-1953, curata insieme a Giuseppe Mantovani e Francesco Poli presso l’Accademia Albertina di Torino. Nel 1985, insieme a Rosanna Maggio Serra, cura invece l’importante esposizione dedicata al Museo Sperimentale di Torino - Arte italiana degli anni Sessanta nelle collezioni della Galleria Civica d’Arte Moderna (Castello di Rivoli, 1985-1986), riproponendo in mostra il nucleo originario di opere d’arte degli anni Sessanta raccolto e donato nel 1967 da Eugenio Battisti alla Galleria Civica d’Arte Moderna di Torino. Si interessa altresì al Movimento Arte Concreta (MAC) di Torino, allestendo nel 1987 la mostra Allitterazioni - Dieci artisti del M.A.C. tra ieri e oggi  e occupandosi dell’antologica di Adriano Parisot presso il Circolo degli Artisti di Torino; nel 1989 cura la mostra I 4 Soli 1954-1969: una rassegna d’arte attuale, nella quale ripercorre le tappe del periodico d’arte diretto dallo stesso Parisot. Nello stesso anno collabora con Maurizio Calvesi alla mostra dedicata a Luigi Spazzapan, svoltasi tra Gradisca d'Isonzo e Torino; al pittore dedicherà, quindici anni più tardi, insieme a Maria Teresa Roberto, la mostra intitolata Luigi Spazzapan. Tra figura e astrazione. Nel 1992 cura insieme a Marisa Vescovo Avanguardie in Piemonte: 1960-1990 e nel 1993 presenta, presso la Mole Antonelliana di Torino, la grande mostra I Sei Pittori di Torino 1929-1993, che verrà riproposta nel 1999 presso il Museo Archeologico di Aosta, occupandosi nel frattempo di numerose retrospettive dedicate ad uno degli esponenti del gruppo, Enrico Paulucci. Nello stesso 1993 cura, insieme ad Antonio Ria, la mostra Lalla Romano pittrice e nel 1994 l’antologica dedicata ad Antonio Carena; nel 1998 inaugura, inoltre, la grande mostra dedicata a Daphne Maugham, fedele compagna del maestro torinese Felice Casorati.
Nel corso degli anni Ottanta e Novanta si occupa inoltre delle personali di Mario Merz (1982), Piero Gilardi (1985), Giulio Paolini (1985), Gianfranco Baruchello (1992), Piero Fogliati (1992), Arrigo Lora-Totino (1996), Beppe Sesia (1997), Sandro Cherchi (1997), Vanni Penone (1999).
Nel 1997 cura presso la Galleria Civica d’Arte Moderna di Torino e presso l’Espace d’Art Moderne et Contemporain di Tolosa la grande esposizione Torino Parigi New York Osaka. Tapié. Un Art Autre, dedicata al critico francese Michel Tapié, promotore dell’arte informale a Torino, mentre tre anni più tardi raccoglie e pubblica per la prima volta in traduzione italiana i principali scritti di estetica del critico. Nel 2002 esce invece l’importante volume 1972 Arte Povera a Torino nel quale sono raccolte le interviste ai giovani esponenti dell'Arte Povera realizzate nei primi anni Settanta.
Nel corso degli anni Duemila si registra anche il consolidamento della sua autorità rispetto a due campi di studi di cui era stata negli anni Settanta un’anticipatrice: il Situazionismo e il Lettrismo. Nel 2003 pubblica, infatti, Pour une histoire du Lettrisme (2003), seguito due anni più tardi dall’edizione italiana, dettagliato compendio sul movimento e sui suoi protagonisti, e nello stesso anno firma la monografia dedicata ad Anne-Catherine Caron, con cui era in contatto fin dagli anni Ottanta e che negli anni Duemila diverrà il suo principale legame con il movimento lettrista, oltre che la traduttrice di alcuni suoi testi. Negli stessi anni incomincia la collaborazione con la Galleria Peccolo di Livorno, curando la mostra dedicata a Maurice Lemaître (2003), partecipando a numerosi convegni, tra cui Lettrismo e Situazionismo (2006), e presentando nel 2008 insieme a Yan Ciret il volume Il mito situazionista della città. Sul versante espositivo, partecipa a numerose esposizioni ed iniziative come la mostra Sentieri interrotti (2000), dedicata alle esperienze figurative degli anni Cinquanta e per cui redige un saggio dedicato al gruppo CoBrA, oppure Le tribù dell’arte (2001) curata da Achille Bonito Oliva, per la quale viene incaricata dell’organizzazione della sezione dedicata al Situazionismo.
Nel 2008 pubblica, insieme a Maria Teresa Roberto e Maria Cristina Mundici il volume Luciano Pistoi: inseguo un mio disegno (Hopefulmonster, 2008), dedicato al celebre gallerista e critico torinese, e nello stesso anno riceve da parte della Regione Piemonte il Premio alla Carriera per l'impegno nel campo delle arti visive e della cultura torinese.

## Pubblicazioni
- Mirella Bandini Allievo, Piero Rambaudi: divisione di una superficie: 1966-1968, Centro piemontese di studi d'arte moderna e contemporanea, Torino, 1972.
- Mirella Bandini, L’estetico e il politico - da Cobra all’Internazionale Situazionista 1948-1957, Officina, Roma, 1977; ed. francese Sulliver/Via Valeriano, Arles/Marseille 1998.; Costa & Nolan, Ancona-Milano 1999.
- Mirella Bandini, La vertigine del moderno - percorsi surrealisti, Officina, Roma 1986.
- Mirella Bandini, Michel Tapié. Un art autre e altri scritti di estetica 1964-1969, Nike, Milano Segrate, 2000.
- Mirella Bandini, 1972 Arte Povera a Torino, Allemandi, Torino, 2002.
- Mirella Bandini, Pour un’histoire du Lettrisme, Jean Paul Rocher, Parigi, 2003.
- Mirella Bandini, Per una storia del Lettrismo, TraccEdizioni, Gavorrano, 2005.
- Mirella Bandini, Yan Ciret, Il mito situazionista della città, Edizioni Peccolo, Livorno, 2008.
- Mirella Bandini, Maria Cristina Mundici, Maria Teresa Roberto, Luciano Pistoi: inseguo un mio disegno, Hopefulmonster, Torino, 2008.

## Mostre
- Pinot Gallizio e il Laboratorio sperimentale e d’Alba del Movimento Internazionale per una Bauhaus Immaginista (1955 - 1957) e dell’Internazionale Situazionista (1957 - 1960), Torino, Galleria Civica d’Arte Moderna, 28 maggio - 15 luglio 1974.
- Arte a Torino 1946-1953, a cura di Mirella Bandini, Giuseppe Mantovani, Francesco Poli; premessa di Giulio Carlo Argan, Torino, Accademia Albertina di Belle Arti, 30 maggio - 17 luglio 1983.
- Il Museo Sperimentale di Torino - Arte italiana degli anni Sessanta nelle collezioni della Galleria Civica d’Arte Moderna, a cura di Mirella Bandini e Rosanna Maggio-Serra, Rivoli, Castello di Rivoli, dicembre 1985 - febbraio 1986.
- Allitterazioni - Dieci artisti del MAC tra ieri e oggi, Aosta, Torre del Lebbroso, 14 febbraio - 31 marzo 1987.
- I Sei Pittori di Torino 1929-1931, Torino, Mole Antonelliana, 6 maggio - 4 luglio 1993.
- Antonio Carena 1950-1994, Torino, Circolo degli artisti, 21 ottobre - 15 dicembre, 1994.
- Arrigo Lora-Totino. Il teatro della parola, Torino, Circolo degli artisti, 18 maggio - 30 giugno 1996.
- Tapié. Un art autre. Torino, Parigi, New York, Osaka, Torino, Galleria Civica d’arte Moderna, 13 marzo - 1 giugno 1997; Toulouse, Espace d’Art Moderne et Contemporain, 22 settembre - 23 novembre 1997.
- Daphne Maugham Casorati, Torino, Archivio di Stato, 11 giugno - 17 luglio.
- Luigi Spazzapan - tra figura e astrazione, a cura di Mirella Bandini e Maria Teresa Roberto, Caraglio, Il Filatoio, 26 giugno - 19 settembre 2004.